# Divadelní společnost Matrix
Divadlo Matrix se nachází v kalifornském Hollywoodu. Získali ocenění L.A. Weekly a Los Angeles Drama Critics Circle.

## Herci a herečky
Barbara Babcock, Penny Fuller, Staci Keanan, Brian Cox, Julia Campbell, Anna Gunn, Gregory Cooke, Richard Kind, Kurt Deutsch, Alastair Duncan, George DiCenzo, Charless Hallahan, Stephen Elliot, Robin Gammell, Robert Foxworth, Jeanie Hackett Sharon Lawrence, David Alexander, Olivia Mandel, Lawrence Pressman, French Stewart, Gregg Henry, Sara Rue, Kirsten Potter, Gregory Itzin, Lisa Akey, Adam Arkin

## Hry
- Stick Fly (2009)
- Moment in the Sun (2008)
- Little Egypt (2006)
- Honour (2005)
- Bold Girls (2004)
- Dealing with Clair (2004)
- The Birthday Party (2001)
- Čekání na Godota (2000)
- Svatý Mikuláš (1999) - Benefit Performance
- Yield of the Long Bond (1998)
- The Water Children (1998)
- Dangerous Corner (1997)
- Mad Forest (1996)
- A Special Providence (1996) - Benefit Performance
- Dog Man (1996)
- Endgame (1995)
- The Homecoming (1995)
- Habeas Corpus (1994)
- Memoirs of Jesus (1994)
- The Seagull (1994)
- The Tavern (1993)
- A Man with Connections (1989)
- Václavské náměstí (1989
- Better Living (1989)
- Tales of the Lost Formicans (1989)
- No Place to Be Somebody (1987)
- Heart Beats (1986)
- The Common Pursuit (1986)
- FunHouse (1985)
- Inadmissible Evidence (1985)
- Homesteaders (1984)
- Currer Bell, Esquire (1983) - Benefit Performance
- Orphans (1983)
- Skirmishes (1983)
- Eminent Domain (1983)
- Betrayal (1982)
- Two Small Bodies (1982)
- Table Settings (1981)
- The Lady Cries Murder (1981)
- A Life in the Theatre (1980)
- Spared (1980)
- Chapin (1977)
- The Last Meeting of the Knights of the White Magnolia (1976)
- The Changing Room (1976)
- Are You Now or Have You Ever Been (1975)
- A Whistle in the Dark (1969)